# قليعي أوروبي
القُليْعيّ الأوروبي (الاسم العلمي: Saxicola rubicola) هو نوع من الطيور يتبع فصيلة خاطفات ذباب العالم القديم ضمن رتبة الجواثم، كانت يصنف سابقًا نويعًا من النوع السابق القليعي المألوف [الإنجليزية]. لطالما اعتُبر هذا الطائر عضوًا في الفصيلة السمنية (الاسم العلمي: Turdidae)، وتشير الأدلة الوراثية إلى أنه ينتمي هو والأنواع ذات الصلة إلى فصيلة صائد ذباب العالم القديم (الاسم العلمي: Muscicapidae). ويوجد هذا الطائر في مختلف أنحاء أوروبا، وفي أقصى شرقها مثل أوكرانيا وجنوب القوقاز، وفي مناطق من شمال إفريقيا.